# Thomas E. Martin

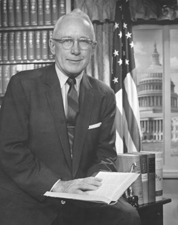
Thomas E. Martin

Thomas Ellsworth Martin (* 18. Januar 1893 in Melrose, Monroe County, Iowa; † 27. Juni 1971 in Seattle, Washington) war ein US-amerikanischer Politiker. Er vertrat den Bundesstaat Iowa in beiden Kammern des Kongresses.

## Leben

### Werdegang
Thomas Martin wurde als Sohn von David J. Martin und dessen Ehefrau Sara A. Brandon in eine wohlhabende Familie hinein geboren, da seine Eltern Eigentümer einer von Martins Großvater gegründeten Bank waren.
Martin wuchs im Monroe County auf, wo er ebenso wie im benachbarten Lucas County die Pflichtschulen besuchte. Seinen Abschluss erwarb er an der Albia High School. Danach schrieb sich Martin an der University of Iowa ein, an der er Betriebswirtschaftslehre studierte, und 1916 graduierte. Von 1917 bis 1919 diente er als Soldat der 35. Infanteriedivision im Ersten Weltkrieg. Kurze Zeit nach seiner Heimkehr in die USA heiratete er am 5. Juni 1920 Dorris Jeannette BrownLee. Mit seiner Frau bekam er zwei Kinder, Sohn Richard und Tochter Dorris.
1920 zog Martin nach Iowa City, wo er die kommenden 40 Jahre lebte. 1921 erhielt er eine Stellung als Professor für Militärgeschichte und Taktik an seiner Alma Mater, der University of Iowa. 1923 wechselte er jedoch in die Privatwirtschaft und arbeitete ab diesem Zeitpunkt als Buchhalter für verschiedene Unternehmen, unter anderem in Akron (Ohio) und Dallas (Texas). Als Student der Rechtswissenschaften kehrte er an die University of Iowa zurück. Nach einem Wechsel an die Columbia University im Jahr 1927 erwarb er 1928 seinen Magister der Rechte. Im selben wurde er als Anwalt zugelassen und begann in Iowa City zu praktizieren. Martin gehörte einigen namhaften Organisationen und Verbindungen an und war so unter anderem Mitglied in der Amerikanischen Legion und einer Freimaurerloge.

### Politische Karriere
1932 stellte sich Martin, der Mitglied der Republikanischen Partei war, erstmals einer Wahl, als er für das Amt des Wirtschaftsministers (State Commerce Commissioner) von Iowa kandidierte. Doch sowohl 1932 als auch 1934 musste er eine Wahlniederlage hinnehmen. 1933, nach der Wahl von Harry D. Breene zum Bürgermeister von Iowa City, wurde Martin in dessen Stadtregierung zum Justizstadtrat (City Attorney) ernannt. Als Breene 1935 nicht erneut kandidieren wollte, verkündete Martin sein Vorhaben, Bürgermeister von Iowa City, werden zu wollen. Mit dem ehrgeizigen Ziel, eine Straßenbeleuchtung in der von der Great Depression hart getroffenen Stadt installieren zu wollen, und somit die Kleinstadt modernisieren zu wollen, ging er in den Wahlkampf und hatte damit Erfolg. Martin war von 1935 bis 1937 Stadtoberhaupt.
1936 kandidierte Martin für ein Abgeordnetenmandat im Repräsentantenhaus der Vereinigten Staaten und hatte erneut Erfolg, als er mit einem Vorsprung von rund 13.000 Stimmen seinen demokratischen Mitbewerber klar distanzieren konnte. Am 3. Januar 1939 wurde Martin im Kapitol in Washington, D.C. vereidigt. Martin war 16 Jahre Mitglied des US-Repräsentantenhauses. In dieser Zeit saß er im Committee on Ways and Means, dem Sozial- und Wirtschaftsausschuss des Parlaments, sowie im Streitkräfteausschuss.
Im März 1953 gab Martin seine Absicht bekannt, für einen Sitz im Senat der Vereinigten Staaten zu kandidieren. Zunächst schien es, als hätte er gegen den Amtsinhaber, den Demokraten Guy Gillette, keine Chance. Erst nachdem William S. Beardsley, der amtierende republikanische Gouverneur Iowas, auf eine eigene Kandidatur verzichtete, bestand Hoffnung für Martin. Nach einem intensiven Wahlkampf, in dem er 165.000 Meilen zurücklegte, konnte er Gillette am Wahltag mit Erfolg aus seinem Amt verdrängen. Galt Martin während seiner Zeit als Kongressabgeordneter noch als ein Gegner von Interventionen im Ausland, so war er nun ein Befürworter von militärischer Präsenz in anderen Staaten. Auch galt er als Anhänger der Politik von US-Präsident Dwight D. Eisenhower.
Im Februar 1959 musste Martin die geplante Wiederkandidatur auf Grund eines kleinen Skandals, in den er involviert war, aufgeben. So konnten die Demokraten herausfinden, dass sowohl seine Frau wie auch sein Sohn auf seiner Gehaltsliste standen und seine Ausgaben deutlich höher waren als jene von Bourke B. Hickenlooper, dem zweiten US-Senator aus Iowa. Die Opposition warf ihm Verschwendung von Steuergeldern vor. Als Martin in einer Stellungnahme darauf hinwies, dass diese Belange der Öffentlichkeit nichts angingen und die Informationen zum Teil falsch seien, wurde er von der meinungsbildenden Tageszeitung The Des Moines Register heftig kritisiert. Martin zog daraufhin seine Kandidatur zurück.

### Spätes Leben und Tod
Nach seinem Ausscheiden aus dem Senat im Jahr 1961 zog sich Martin aus der Politik ins Privatleben zurück. Er zog nach Seattle (Washington), in die Nähe seiner Tochter und deren Familie. Hier verbrachte er das letzte Jahrzehnt seines Lebens. Thomas E. Martin starb im Juni 1971, im Alter von 78 Jahren.